# Matteo Gigante
Matteo Gigante (* 4. Januar 2002 in Rom) ist ein italienischer Tennisspieler.

## Karriere
Gigante spielte bis 2020 auf der ITF Junior Tour. In der Jugend-Rangliste erreichte er mit Rang 51 dort seine höchste Notierung. Bei Grand-Slam-Turnieren spielte er nur Anfang 2020 bei den Australian Open, als er im Einzel und Doppel jeweils die zweite Runde erreichte.
Bei den Profis spielte Gigante 2019 sein erstes Turnier auf der ITF Future Tour, wo er auf Anhieb das Halbfinale erreichte. Im Jahr 2020 profitierte Gigante von einigen Wildcards der höher dotierten Turniere in Italien. So spielte er erste Matches auf der ATP Challenger Tour und zweimal auch in der Qualifikation der ATP Tour. Mit Filippo Baldi gewann er gegen einen Spieler der Top 250. Im Doppel zog er zweimal in die Vorschlussrunde eines Challengers ein – jeweils mit Flavio Cobolli. Das Jahr beendete er auf Rang 867 im Einzel und 558 im Doppel der Weltrangliste. Obwohl er sich 2021 erstmals ganz auf Profiturniere konzentrieren konnte, wurde das Jahr schwächer als das Vorjahr, zweimal spielte er ein Future-Halbfinale im Einzel. 2022 begann mit zwei aufeinander folgenden Future-Endspielen erfolgreich für Gigante. Beim zweiten Finale gewann er den ersten Profititel. Im April stand er in Sanremo in seinem ersten Challenger-Viertelfinale, wo er dem späteren Turniersieger Holger Rune unterlag. Im Doppel verlor er das Endspiel mit Cobolli erst in der Verlängerung des Match-Tie-Breaks. Das bis dato beste Resultat erzielte Gigante beim Challenger in Vicenza, als er das erste Mal im Challenger-Halbfinale stand. Beim sehr stark besetzten Challenger in der Folgewoche in Forlì besiegte Gigante mit Tomás Martín Etcheverry die Nummer 88 der Welt glatt im Viertelfinale und schied gegen Lorenzo Musetti anschließend in drei Sätzen aus. Damit stand er kurz vor dem Sprung unter die Top 300. Bis zum Jahresende reichten ihm drei weitere Viertelfinals um auf Platz 246 abzuschließen. Im Doppel trat er weniger oft an und kam trotz eines weiteren Challenger-Finals bis Platz 378.
Der größten Erfolg seiner Karriere gelang Gigante beim Challenger in Teneriffa im Februar 2023. Aus der Qualifikation heraus gewann er das Turnier. Im Finale schlug er seinen Landsmann Stefano Travaglia. Mit zwei weiteren Viertelfinals stieg er damit auf sein Karrierehoch von Rang 192.

## Erfolge
| Legende (Anzahl der Siege) |
| Grand Slam                 |
| ATP Finals                 |
| ATP Tour Masters 1000      |
| ATP Tour 500               |
| ATP Tour 250               |
| ATP Challenger Tour (5)    |

### Einzel

#### Turniersiege
| Nr. | Datum            | Turnier       | Belag     | Finalgegner       | Ergebnis      |
| --- | ---------------- | ------------- | --------- | ----------------- | ------------- |
| 1.  | 12. Februar 2023 | Teneriffa (1) | Hartplatz | Stefano Travaglia | 6:3, 6:2      |
| 2.  | 13. August 2023  | Cordenons     | Sand      | Lukas Neumayer    | 6:0, 6:2      |
| 3.  | 21. Januar 2024  | Nonthaburi    | Hartplatz | Hong Seong-chan   | 6:4, 6:1      |
| 4.  | 25. Februar 2024 | Teneriffa (2) | Hartplatz | Stefano Travaglia | 6:2, 6:4      |
| 5.  | 27. April 2025   | Rom           | Sand      | Vilius Gaubas     | 6:2, 3:6, 6:4 |